# 馬高遜

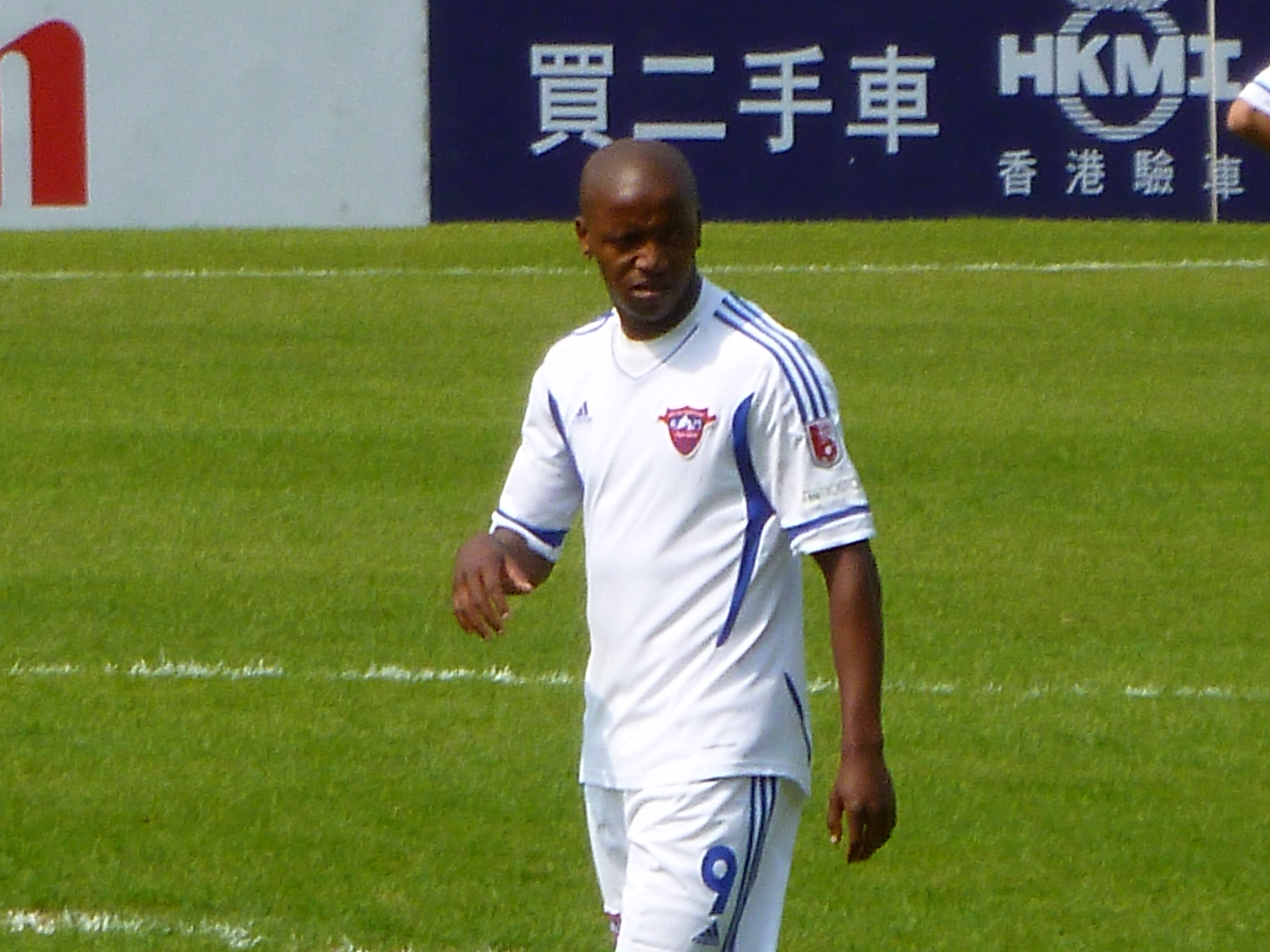
馬高遜

馬高遜（英語：Makhosonke Bhengu，1983年11月21日—），南非足球運動員，擔任前鋒。曾8次代表南非23歲以下國家隊上陣，射入1球。曾效力南非超級足球聯賽球會奧蘭多海盜、布隆方丹塞爾特和Bidvest Wits 。
於2009年11月與另一南非球員施迪加盟香港甲組足球聯賽球會四海流浪，在友誼賽對丙組元朗時的表現欠佳，但李輝立仍簽入他。
2011年夏天，馬高遜轉會加盟另一香港甲組足球聯賽球會屯門。
2012年夏天，馬高遜轉會加盟另一香港甲組足球聯賽球會晨曦，直到12月被解約。

## 外部連結
- 大公報 流浪添1洋將助陣
- 香港足球總會網站球員註冊資料 （页面存档备份，存于）